# Іларі Фільппула
Іларі Фільппула (фін. Ilari Filppula; 5 листопада 1981, Вантаа, Фінляндія) — фінський хокеїст, центральний нападник.

## Ігрова кар'єра
Іларі вихованець клубу «Кієкко-Вантаа». В сезоні 2002/03 дебютує у складі «Йокеріту» (СМ-ліга) провів один матч. Два сезони виступає в складі ЮІПа — 106 матчів та 28 очок (12+16). Один сезон проводить за «Йокеріт» — 56 матчів та 25 очок (9+16). Провівши два сезони 2006/08 роки у складі ЮІПа, переходить до клубу ТПС, де відіграв 129 матчів у яких набрав 89 очок (20+69), у 2010 році стає чемпіоном Фінляндії, а також став володарем трофею Ярі Куррі.
15 червня 2010, Філппула підписав контракт з «Детройт Ред-Вінгс». Цей рік він провів у фарм-клубі «Гранд Репідс Гріффінс» так як не закріпився у складі «червоних крил» під час тренувального табору. У своєму першому сезоні в Північній Америці Філппула брав участь у матчі усіх зірок АХЛ, також він став одним із лідерів команди по набраних очках 64 (20+44).
19 травня 2011 року він повернувся до Фінляндії та уклав чотирирічний контракт із «Йокеріт». У 2013 році він підписав однорічний контракт із ЦСКА у складі останнього він брав участь у Кубка Шпенглера 2013 року.
У квітні 2014 перейшов до швейцарського ХК «Лугано». Сезон 2015/16 проводить у  складі шведського клубу МОДО.
9 квітня 2016 року на правах вільного агента перейшов до клубу «Мальме Редгокс». У сезоні 2017–18 повернувся на бітьківщину, де захищав кольори клубу ТПС в якому і завершив ігрову кар'єру в 2020 році.

## Нагороди та досягнення
- Чемпіон Фінляндії в складі ТПС — 2010.
- Учасник матчу усіх зірок АХЛ — 2011.